# Swiss
Swiss International Air Lines, im Aussenauftritt SWISS, ist die nationale Fluggesellschaft der Schweiz, mit Hauptquartier und Drehkreuz auf dem Flughafen Zürich-Kloten. Sie ist Teil der Lufthansa Group und Mitglied der Luftfahrtallianz Star Alliance. Die Swiss International Air Lines gehört zu den 500 grössten Unternehmen in der Schweiz.

## Geschichte

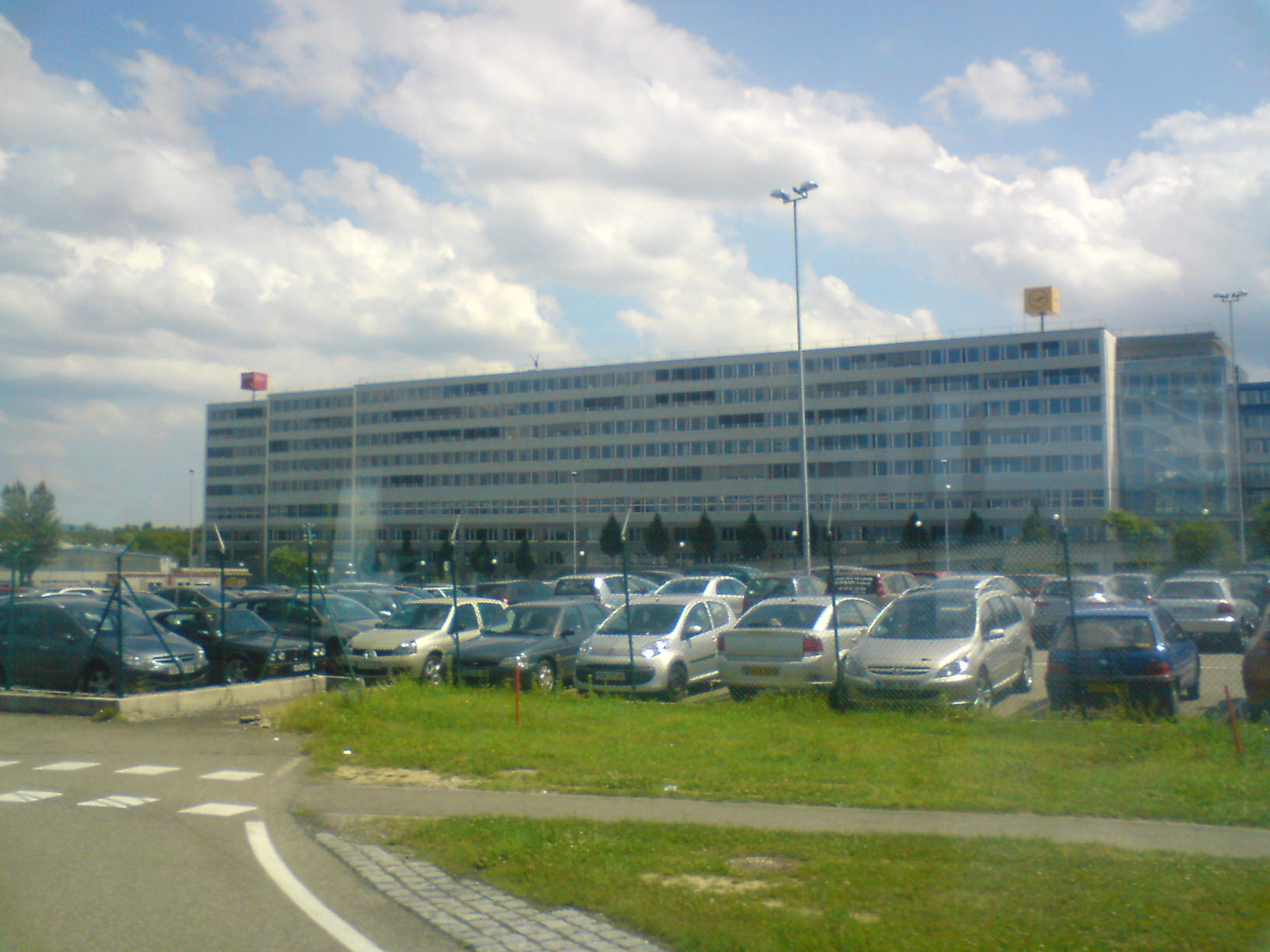
Hauptquartier der Swiss am Flughafen Basel-Mulhouse

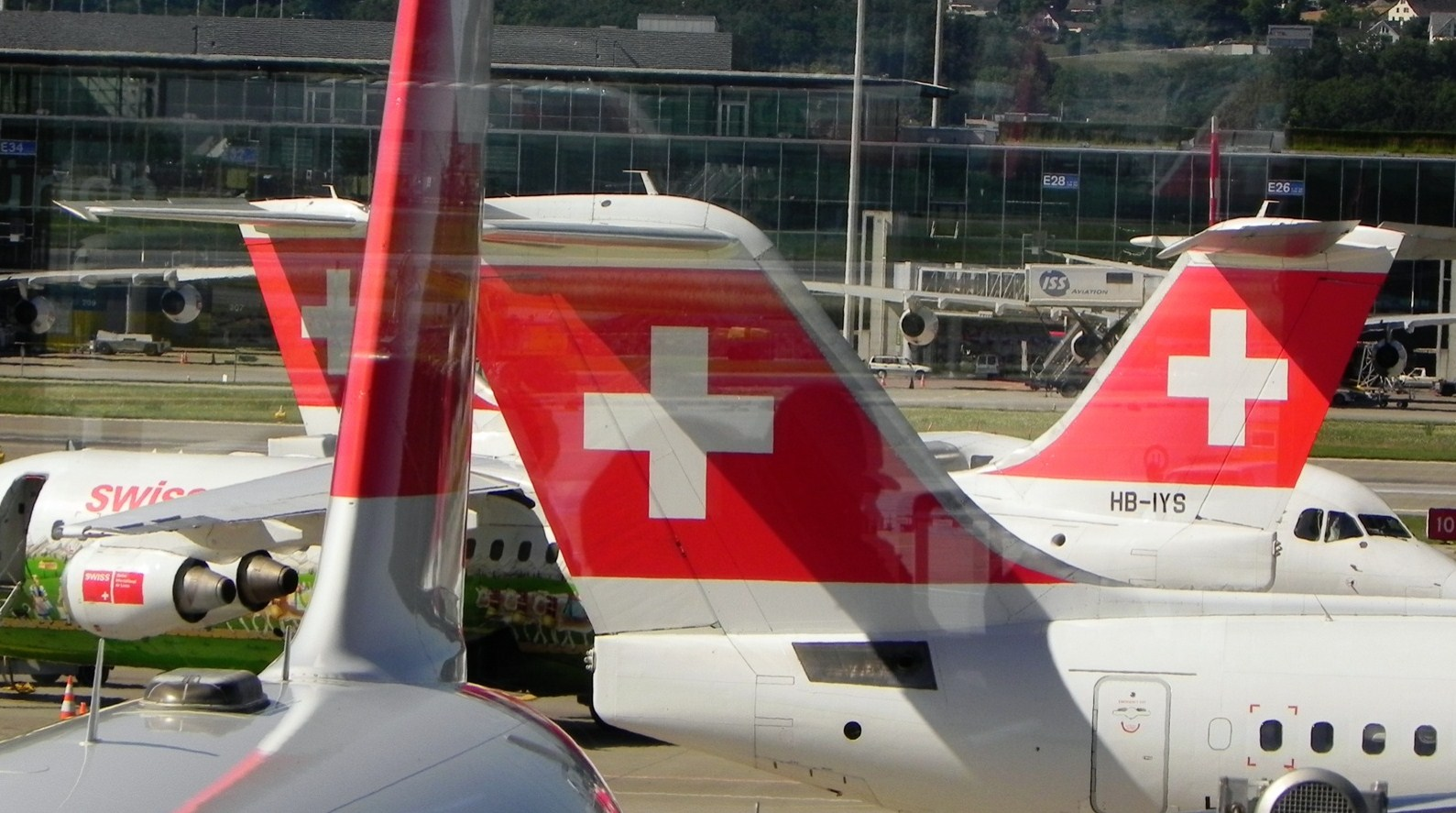
Swiss-Flugzeuge in Zürich

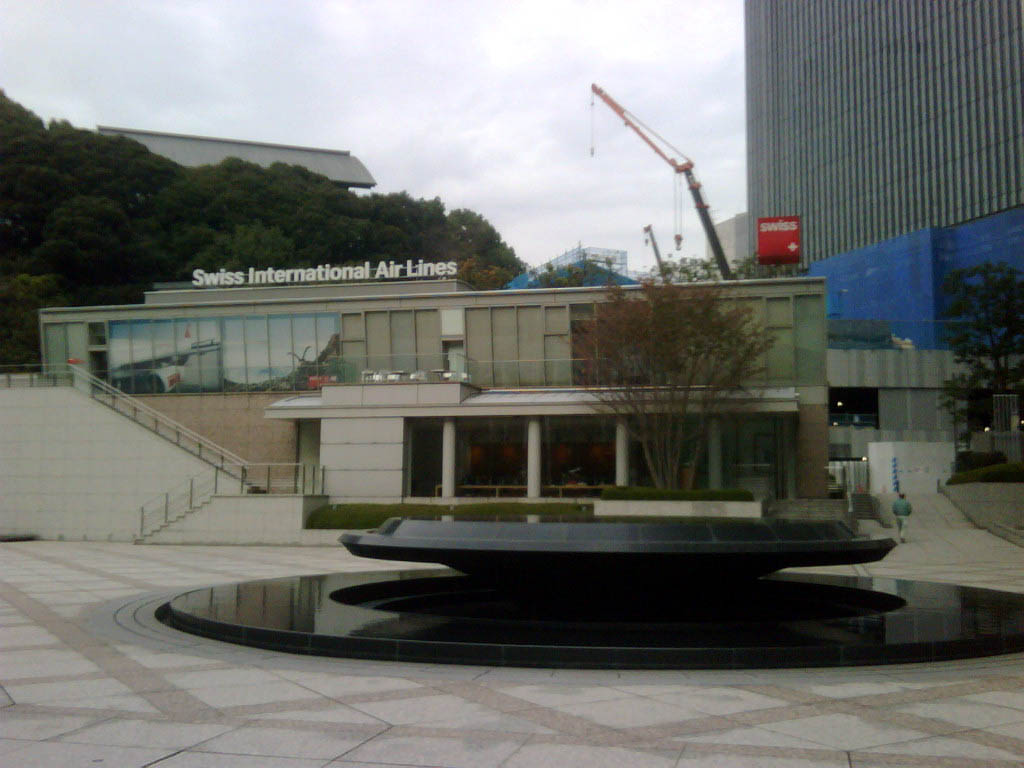
Swiss House (スイスハウス), Vertretung in Tokio

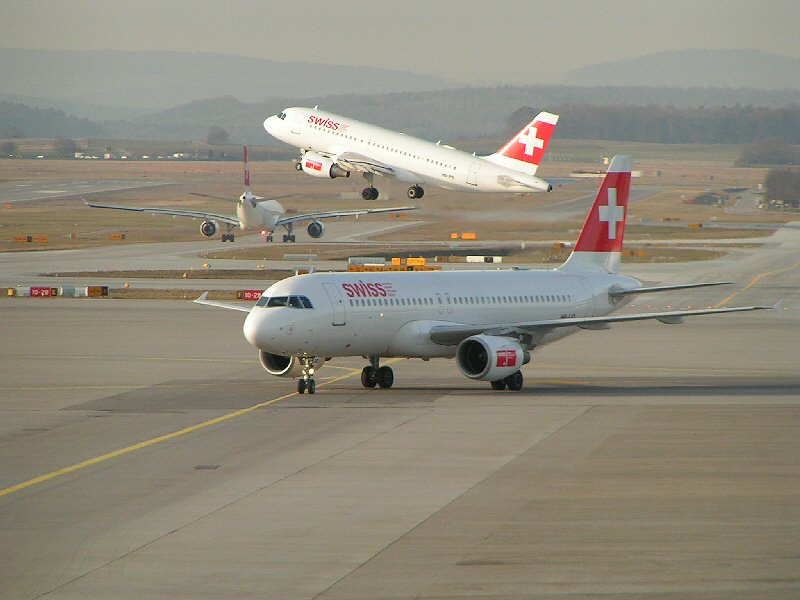
Mehrere Swiss-Maschinen auf ihrer Heimatbasis in Zürich

### Gründung
Infolge der Insolvenz der Swissair, der damaligen nationalen Schweizer Fluggesellschaft, im Oktober 2001 wurde die Crossair mit Statutenänderung vom 13. Mai 2002 in Swiss International Air Lines umbenannt.
In der Zeit zwischen dem Swissair-Grounding am 2. Oktober 2001 und dem Start der Swiss am 1. März 2002 wurde die Swissair vom Schweizer Staat mit den notwendigen liquiden Mitteln unterstützt, um den Flugbetrieb aufrechterhalten zu können und die Gründung der Swiss zu ermöglichen. Entwicklung und Einführung der Marke «Swiss» wurden dabei vom Unternehmen von Tyler Brûlé durchgeführt.
Gesellschaftsrechtliche Ausgangsgrundlage der Swiss bildete die Basler Regionalfluggesellschaft Crossair, deren Strukturen mit finanzieller Unterstützung der Schweizerischen Eidgenossenschaft, einiger Kantone sowie der beiden Grossbanken UBS und Credit Suisse für den Aufbau einer neuen, international tätigen Schweizer Linienfluggesellschaft genutzt wurden. Die Crossair änderte ihren Namen in Swiss und übernahm je 26 Lang- und Kurzstreckenflugzeuge der ehemaligen Swissair sowie zu einem grossen Teil deren Flugverbindungen. Das Projekt trug den Namen «Phönix+».
Swiss führte neben Linienflügen auch Charterflüge zu europäischen und nordafrikanischen Ferienzielen durch. Bis einschliesslich Sommerflugplan 2004 wurden die Charterflüge unter der Marke Swiss Sun durchgeführt. Ihre Airbusflotte wurde bis Ende 2016 durch SR Technics Switzerland gewartet. Seit 2017 wird die Wartung der Swiss-Flotte von der eigenen Swiss Maintenance in Zürich (A220/A320fam/A330/A340/B777) und in Genf (A220 und A320fam) übernommen.

#### Drehkreuz Basel
Am 31. Mai 2015 flog die Swiss mit dem Flug LX486 zum letzten Mal vom Flughafen Basel-Mulhouse aus nach London City. Die Swiss stellte den Flugbetrieb ab Basel ein und gab damit ihr drittes Drehkreuz neben Zürich und Genf auf. Zuletzt waren neben London noch Hamburg, Prag, Barcelona und Mallorca angeflogen worden. Der Betrieb war auf dem sich zu einem Low-Cost-Carrier-Markt entwickelnden Flughafen für die Swiss nie rentabel gewesen.

### Übernahme durch Lufthansa
Nachdem frühere Übernahmeangebote der Lufthansa seitens der Schweizer Eigentümer gescheitert waren, einigte sich Swiss im Herbst 2003 mit Oneworld unter der Führung von British Airways auf eine baldige Mitgliedschaft. Anfang Juni 2004 wurden die Beitrittsverhandlungen jedoch ergebnislos abgebrochen.
Für 2003 wies Swiss einen Verlust von 687 Millionen Schweizer Franken (Vorjahr 980 Millionen) bei einem Umsatz von 4,126 Milliarden (Vorjahr 4,395 Milliarden) Franken aus. Für 2004 hatte Swiss ursprünglich ein ausgeglichenes Ergebnis prognostiziert, kündigte aber im Juni 2004 einen erneuten Jahresverlust an, der mit hohen Treibstoffkosten begründet wurde.
Die Führungsetagen von Swiss und Lufthansa führten währenddessen monatelang geheime Verhandlungen über eine Übernahme. Am 22. März 2005 einigte sich der Lufthansa-Konzern mit den Swiss-Grossaktionären, zu denen insbesondere Credit Suisse, UBS, die Eidgenossenschaft und der Kanton Zürich gehörten. Vereinbart wurden im Ergebnis für einen niedrigen Kaufpreis von 310 Millionen Euro eine schrittweise Übernahme der Swiss durch den Lufthansa-Konzern, der Fortbestand der Marke Swiss und der Erhalt des Drehkreuzes Zürich neben den Lufthansa-Drehkreuzen Frankfurt und München. Die Klauseln der Vereinbarung zur Eigenständigkeit wurden durch die Swiss Luftfahrtstiftung über einen Zeitraum von 10 Jahren bis 2015 überwacht.
Im Februar 2005 rapportierte der im April 2004 ernannte neue Swiss-Konzernchef, der Deutsche Christoph Franz, einen Nettoverlust von 140 Millionen Franken. Der konsolidierte Betriebsertrag im Geschäftsjahr 2005 stieg auf 3,732 Milliarden Schweizer Franken (Vorjahr: 3,642 Milliarden). Das Betriebsergebnis (EBIT) vor Restrukturierungskosten verbesserte sich auf −14 Millionen (Vorjahr: −122 Millionen) Franken. Aus währungsbedingten Wertanpassungen in Höhe von 65 Millionen Franken auf Verbindlichkeiten in US-Dollar sowie Restrukturierungskosten in Höhe von 41 Millionen Franken resultierte ein im Vorjahresvergleich von 140 deutlich auf 178 Millionen Franken gestiegener Nettoverlust. Im Geschäftsjahr 2006 erzielte Swiss mit einem Plus von 263 Millionen Schweizer Franken bei einem Umsatz von 4,153 Milliarden Franken zum ersten Mal einen Jahresgewinn.
Am 2. Juni 2005 beschloss die von Lufthansa, United Airlines und weiteren Fluggesellschaften gegründete Luftfahrtallianz Star Alliance die Aufnahme der Swiss im Jahr 2006. Der Beitritt erfolgte am 1. April 2006.
Schon ab Herbst 2005 waren alle Flugverbindungen zwischen Deutschland und der Schweiz von Lufthansa und Swiss im Codesharing und ab denselben Terminals betrieben worden. Zum Winterflugplan 2005 traten auch Kooperationsvereinbarungen mit Austrian Airlines, TAP Portugal, United Airlines und Air Canada als Vorbereitung des Beitritts der Swiss zur Star Alliance in Kraft.
Im Oktober 2005 teilte die Swiss-Führung mit, man werde die Regionalflotte in die neue Gesellschaft Swiss European Air Lines auslagern mit Betriebsgenehmigung zum Winterflugplan 2005.

### Entwicklung seit 2007
Am 21. Juni 2007 verkündete die Deutsche Lufthansa AG die komplette Übernahme der Swiss zum 1. Juli 2007. Zu diesem Zeitpunkt hatte die Lufthansa 100 Prozent der Anteile des Schweizer Unternehmens. Zuvor gehörte aus rechtlichen Gründen die Swiss bis zur Neuaushandlung von Landerechten mit vielen aussereuropäischen Ländern nur zu 49 Prozent der Lufthansa. Die restlichen 51 Prozent verblieben bei der eigens zu diesem Zweck gegründeten Schweizer Stiftung Almea. Almea und Lufthansa waren in diesem Verhältnis (51:49) Eigentümer der Firma AirTrust AG, die wiederum Alleineigentümerin der Swiss war. Somit galt die Swiss als Schweizer Firma und konnte so die vorhandenen Verkehrsrechte in den Ländern ausserhalb der Europäischen Union beibehalten, die seit je weltweit zwischenstaatlich geregelt und nicht an andere Staaten veräussert werden. Das Delisting der Swiss-Aktie an der Schweizer Börse war bereits am 27. Januar 2006 erfolgt.
Am 8. Februar 2008 wurde die Übernahme der Gesellschaft Edelweiss Air, die im Zuge einer strategischen Partnerschaft zwischen dem bisherigen Besitzer Kuoni und Swiss den Besitzer wechselte, durch die Swiss bekanntgegeben. Die Chartergesellschaft wird mit eigener Geschäftsleitung, eigener Flotte und eigener Crew weiterbetrieben. Die Marke «Edelweiss» wird beibehalten.
Am 18. Juli 2008 gab Swiss die Übernahme der in der Geschäftsluftfahrt tätigen Servair Private Charter AG bekannt. Sie wird unter dem Namen Swiss Private Aviation und mit dem bisherigen Management und den bisherigen Mitarbeitern weitergeführt. Mit der Übernahme schuf Swiss eine Plattform für den Betrieb der Lufthansa-Private-Jet-Flotte (LPJ), die 2007 in Kooperation mit NetJets durch Lufthansa gegründet worden ist und vorübergehend bis zu diesem Zeitpunkt von Swiss European Air Lines betrieben wurde. Allerdings war das Vorhaben nicht erfolgreich, und so wurde 2011 Konkurs angemeldet und Lufthansa Private Jet wieder zurück in die Lufthansa Passage verlagert.
Im Jahr 2008 erwirtschaftete Swiss einen Umsatz von 5,267 Milliarden Schweizer Franken (2007: 4,895 Milliarden Franken) und einen Betriebsgewinn von 507 Millionen Franken (2007: 542 Millionen Franken). Der Personalbestand lag per Ende 2008 bei 7'337 Mitarbeitern bzw. 6'026 Vollzeitstellen (Ende 2007: 7'277 Mitarbeiter bzw. 6'022 Vollzeitstellen).

Bis Oktober 2011 genutztes Logo der Swiss

Swiss beförderte im Jahr 2010 – bei einem durchschnittlichen Sitzladefaktor für das gesamte Streckennetz von 82,3 Prozent – 14,1 Millionen Passagiere (2009: 13,8 Millionen; 2008: 13,5 Millionen; 2007: 12,2 Millionen) und war damit die grösste Fluggesellschaft der Schweiz.
Im August 2011 veröffentlichte Swiss ihr neues Logo, das dem der Swissair sehr ähnelt. Der Schriftzug SWISS wird durch eine Heckflosse mit Schweizerkreuz ergänzt. Dieses Logo ersetzte im Oktober 2011 das vorherige Logo, den Swiss Cube. Auch ein neues Motto wurde bekannt gegeben, Our sign is a promise, zur Betonung der Schweizer Werte der Swiss.
Im Juli 2014 kündigte die Eurowings, eine Lufthansa-Tochter, für das nächste Jahr die Gründung einer Basis auf dem Flughafen Basel an. Die Swiss zog sich dafür von Basel-Mulhouse zurück und setzte ihr Personal auf anderen Strecken und Standorten ein. Der Firmensitz auf demselben Flughafen ist von dieser Veränderung nicht betroffen.
Per 1. Januar 2018 wurde der ehemalige Armeechef André Blattmann in den Verwaltungsrat der Swiss berufen, der 2024 zusammen mit Ashwin Bhat und Remco Steembergen bei der Verkleinerung des Verwaltungsrats auf drei Personen ausschied, während der vormalige CEO Dieter Vranckx in das Gremium nachrückte.

### Entwicklung seit 2020
Ab März 2020 wurde der reguläre Flugbetrieb infolge der Covid-19-Pandemie eingestellt und nur noch eine Rumpfflotte betrieben. Auf dem Militärflugplatz Dübendorf wurden 14 Flugzeuge abgestellt, um ein Abstellen im Ausland zu vermeiden, was die Wartung der abgestellten Maschinen verkompliziert hätte, weshalb auch 5 Flugzeuge der Edelweiss und 4 Embraer-Jets von Helvetic dort standen. Mindestens ein Langstreckenflugzeug wurde für Repatriierungsflüge bereitgehalten; bis Ostern wurden insgesamt 30 Flüge im Auftrag des Bundes durchgeführt, um Schweizer aus dem Ausland zurückzubringen. Zudem wurden erstmals Swiss-Flugzeuge für reine Frachtflüge eingesetzt. Im Mai 2020 bot die Swiss nur noch 3 Prozent ihres ursprünglichen Angebots an. Für das zweite Quartal 2021 rechnete Swiss mit einem Angebot, das durchschnittlich etwa 37 Prozent des Niveaus von 2019 erreichen sollte.
Im August 2021 kündigte die Swiss eine Impfpflicht für Piloten und Kabinenpersonal an; ungeimpftem Personal werde ab 1. Dezember gekündigt. Die ersten derartigen Kündigungen erfolgten im Januar 2022 per Ende April 2022. Es bestand die Möglichkeit eines einjährigen ruhenden Arbeitsverhältnisses, nur bei längerer Impfverweigerung wurde entlassen. Klagen gegen solche Kündigungen wurden im August 2024 erstinstanzlich abgewiesen. Die Impfpflicht wurde im April 2023 aufgehoben.
Während der Corona-Zeit, im Februar 2021, kündigte Swiss den Gesamtarbeitsvertrag (GAV) mit ihren Piloten auf den frühestmöglichen Zeitpunkt per 31. März 2022, im Mai 2021 kündigte Swiss eine Restrukturierung mit einer Verkleinerung der Flotte und einem Personalabbau an. Ende Juli 2022 wurde bekannt, dass die Mitglieder von Aeropers den neu ausgehandelten GAV abgelehnt hatten. Im Januar 2023 einigten sich die Parteien schliesslich auf einen neuen GAV.
Finanziell hatte auf Grund der Coronakrise im ersten Halbjahr 2021 ein Verlust von 398,2 Millionen Franken resultiert. Während der Umsatz vor Corona noch bei 5,33 Milliarden Franken lag, fiel er 2020 auf 1,85 Milliarden, steigerte sich 2021 auf 2,1 Milliarden und 2022 weiter auf 4,41 Milliarden. Im Januar 2023 kündigte Swiss an, die letzten sechs Flugzeuge, die aufgrund der andauernden Coronakrise in Jordanien abgestellt worden waren, zu reaktivieren. Insgesamt hatte die Swiss 25 Flugzeuge in Amman (Jordanien) geparkt. Laut ursprünglicher Planung hätten gar nicht alle in den Flugbetrieb zurückkehren sollen, wegen der Triebwerksprobleme bei den neueren Typen wurden dennoch auch die um 1997 ausgelieferten A320 ebenfalls wieder in den Liniendienst gestellt. Das Jahr 2023 endete mit dem absoluten Rekordgewinn in der Geschichte der Swiss von 718 Millionen Franken, dies vor allem dank der im Schnitt 15 Prozent höheren Ticketpreise, aber auch dank einer restrukturierten Verwaltung. Dies ermöglichte mehr Gewinn bei weniger Flügen als im Jahr 2019.
Der CEO Vranckx wies in einem Interview im Juni 2023 auf die Zuverlässigkeit der Swiss als Stärke hin. Die Swiss wolle zudem den Wert von 70 Prozent Flugkapazität im Jahr 2022 auf 85 Prozent steigern im Jahr 2023. Der Sitzladefaktor betrage durchschnittlich fast 90 Prozent. Das Engagement in Sachen Nachhaltigkeit müsse dazu führen, dass Flugscham gar kein Thema mehr sei. Die Swiss hatte 2022 begonnen, die Flugzeuge mit «Shark Skin» Folien zu bekleben, welche den Luftwiderstand der Flugzeugoberfläche verringern. Dies war eine der Massnahmen für das Ziel der Swiss, ihre Netto-CO2-Emissionen bis zum Jahr 2030 gegenüber 2019 zu halbieren. Im September 2023 führte Swiss eine verbindliche Klimakompensation auf der Strecke Zürich – Genf ein. Trotzdem bleiben die Inlandflüge zwischen Genf und Zürich umstritten. Mit nachhaltigem Treibstoff hat die Swiss ihre gesamten CO2-Emissionen im Jahr 2023 um 0,1 Prozent reduziert.

## Flugziele

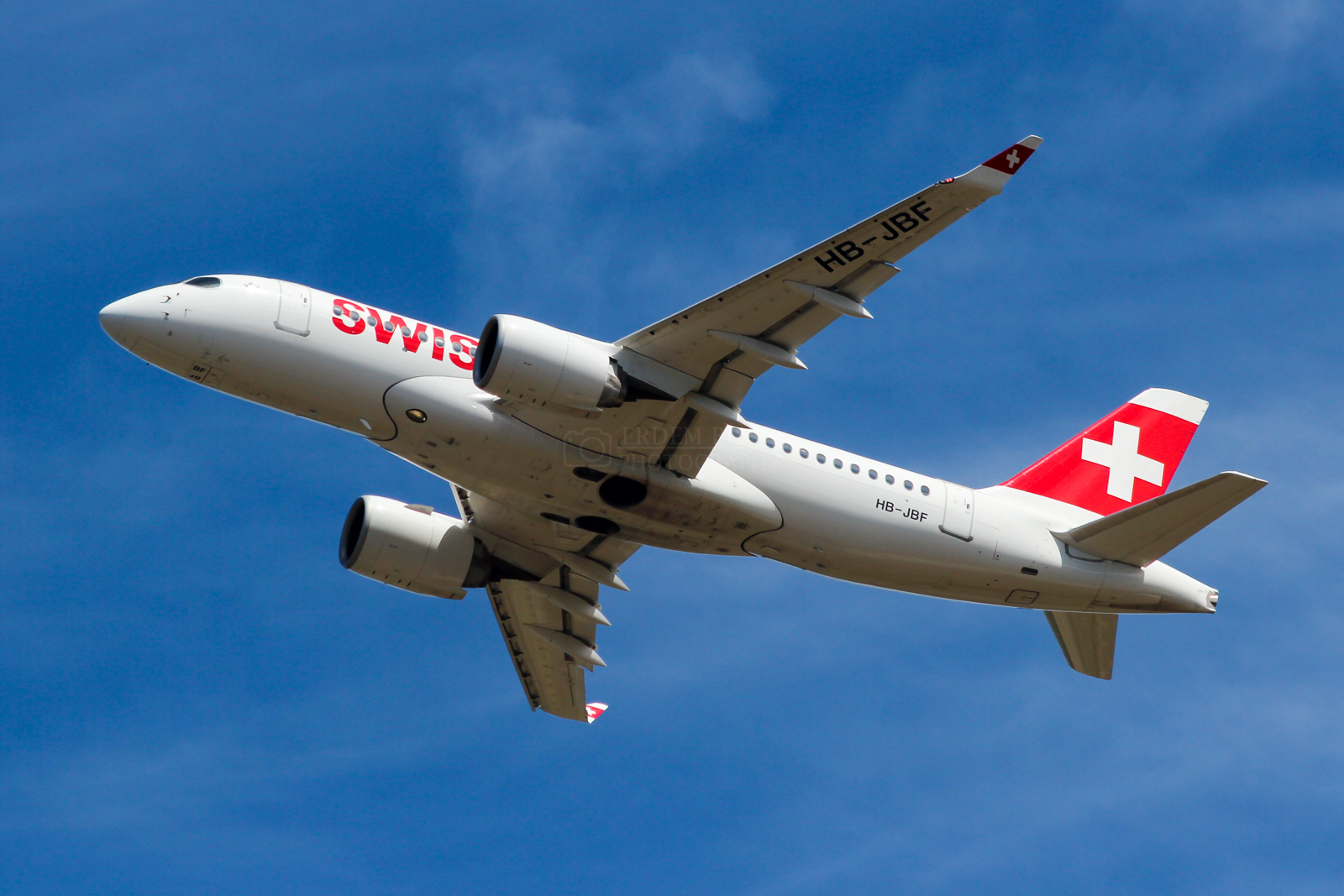
Airbus A220-100 der Swiss

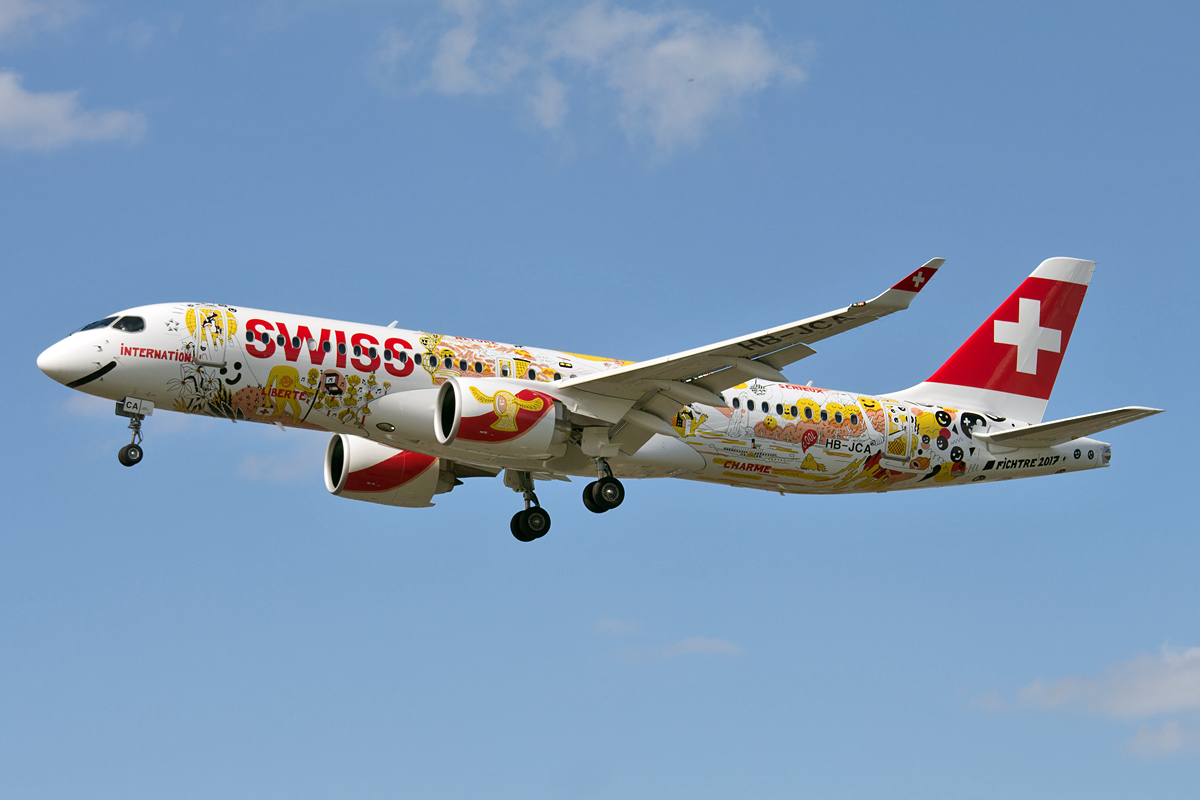
Airbus A220-300 der Swiss in Sonderbemalung

Der Flughafen Zürich ist das Drehkreuz der Swiss, von dort wird die Mehrheit der Flüge abgewickelt. Daneben dient der Flughafen Genf als weiteres Drehkreuz. Das Streckennetz der Swiss umfasst derzeit (Stand: Januar 2024) 116 Flugziele (92 europäische und 24 interkontinentale) in 48 Ländern.
Auf der Langstrecke werden Nordamerika, Südamerika, Asien und Afrika angeflogen.
Codesharing
Swiss arbeitet mit 20 Codeshare-Partnern zusammen, darunter hauptsächlich Mitglieder der Star Alliance. Darüber hinaus wurden Abkommen mit Air France, Air Malta, Edelweiss Air, El Al und Eurowings abgeschlossen.

## Flotte

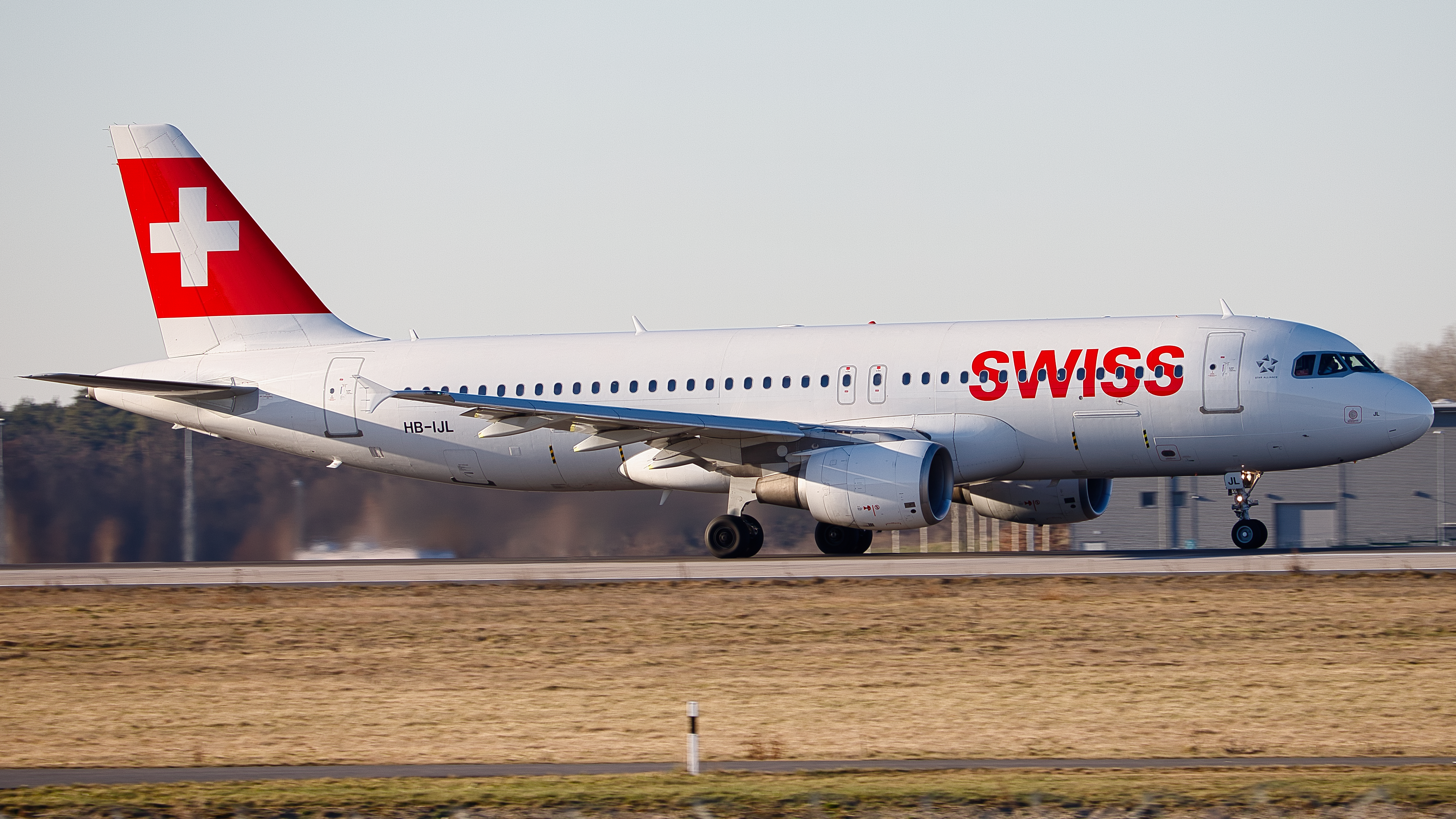
Airbus A320-200 der Swiss

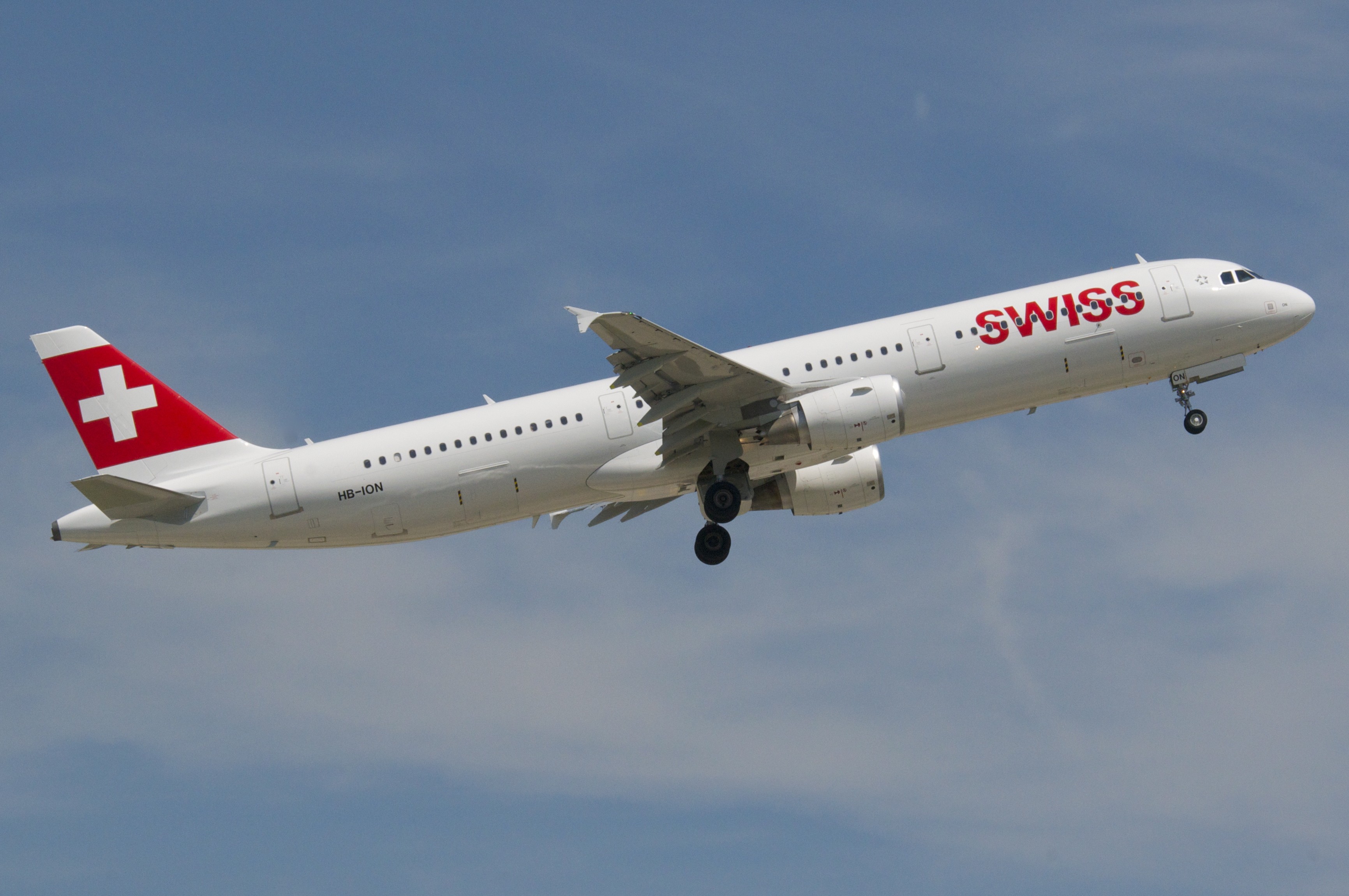
Airbus A321-200 der Swiss

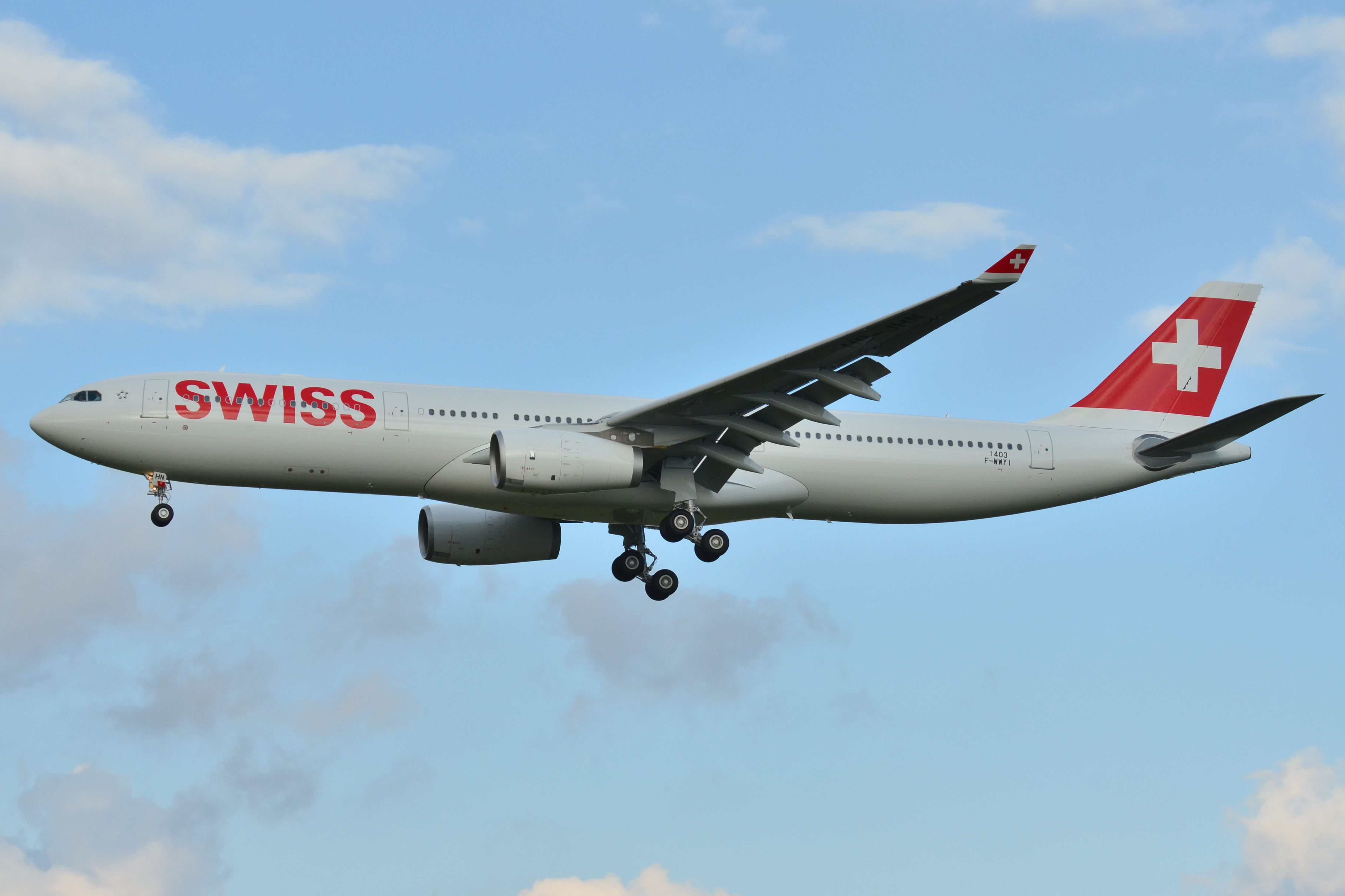
Airbus A330-300 der Swiss

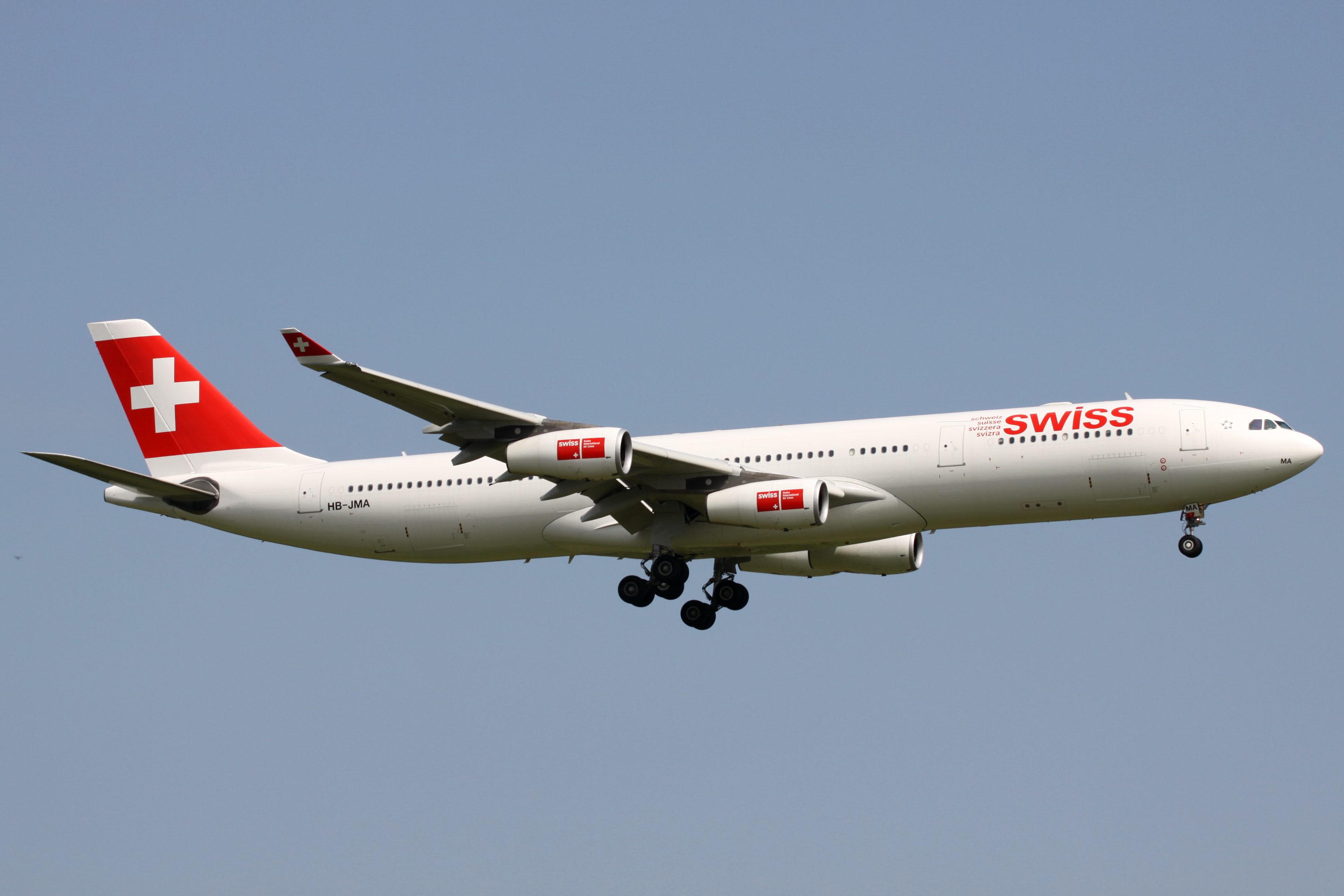
Airbus A340-300 der Swiss in älterer Bemalung

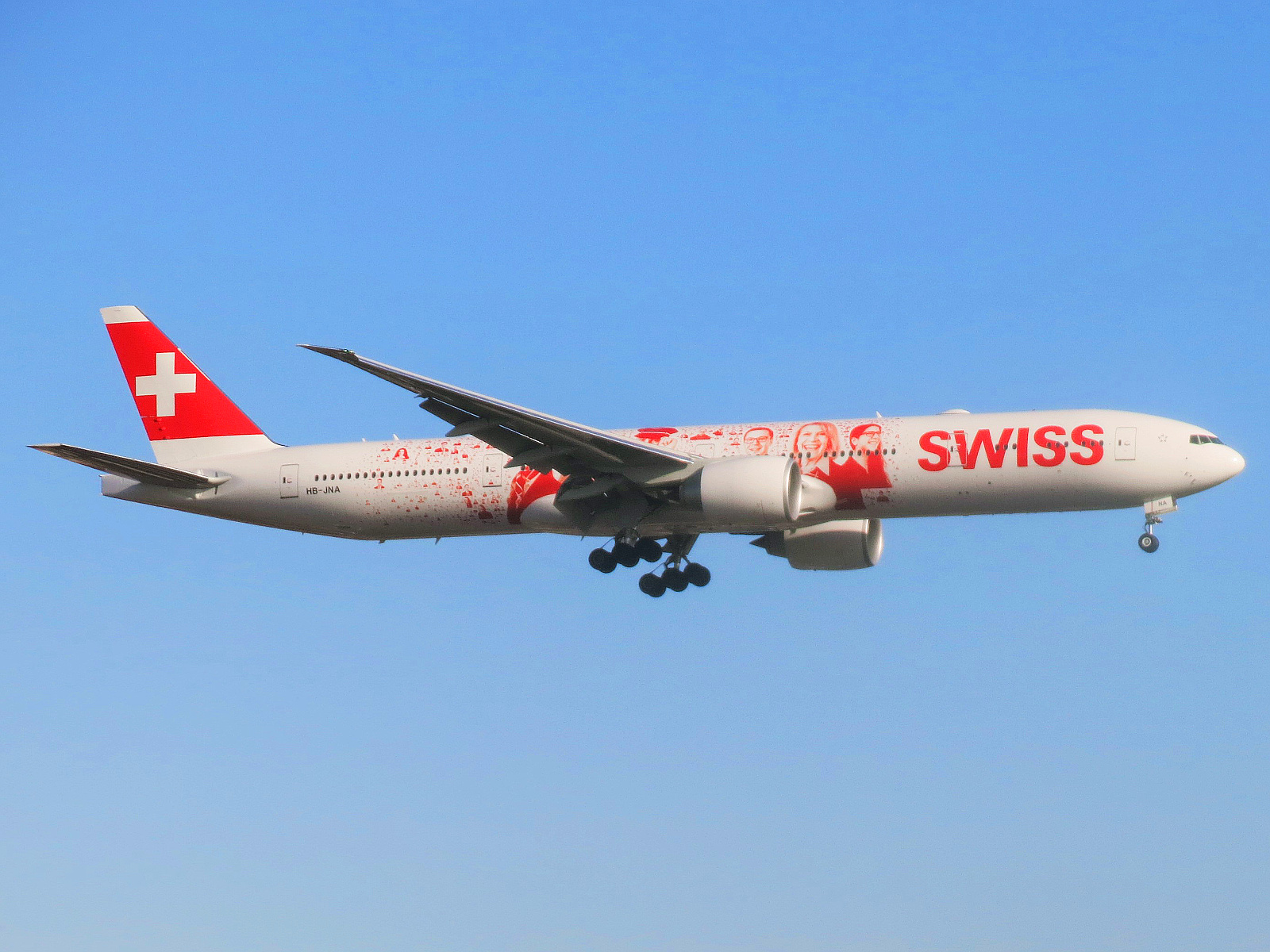
Swiss Boeing 777-300ER in Sonderbemalung

### Aktuelle Flotte
Mit Stand August 2025 besteht die Flotte der Swiss aus 94 Flugzeugen mit einem Durchschnittsalter von 11,7 Jahren:
| Flugzeugtyp      | Anzahl | bestellt | Anmerkungen | Sitzplätze (First/Business/Premium Economy/Economy) | Durchschnittsalter |
| ---------------- | ------ | -------- | --- | --------------------------------------------------- | ------------------ |
| Airbus A220-100  | 09     | 0        | zwei inaktiv; A220-100-Erstauslieferung am 29. Juni 2016; europäische Flüge seit Juli 2016                                                                                     | 125 (-/-/-/125)                                     | 08,4 Jahre         |
| Airbus A220-300  | 21     | 0        | vier inaktiv | 145 (-/-/-/145)                                     | 07,3 Jahre         |
| Airbus A320-200  | 11     | 0        | wird auf ca. 10 Airbus der A320-Familie in CEO Ausführung reduziert | 180 (-/-/-/180)                                     | 27,5 Jahre         |
| Airbus A320neo   | 11     | 05       | fünf inaktiv | 180 (-/-/-/180)                                     | 02,7 Jahre         |
| Airbus A321-100  | 03     | 0        | wird auf ca. 10 Airbus der A320-Familie in CEO Ausführung reduziert | 219 (-/-/-/219)                                     | 29,7 Jahre         |
| Airbus A321-200  | 03     | 0        | zwei mit Sharklets ausgestattet; wird auf ca. 10 Airbus der A320-Familie in CEO Ausführung reduziert                                                                           | 219 (-/-/-/219)                                     | 12,2 Jahre         |
| Airbus A321neo   | 06     | 03       | | 215 (-/-/-/215)                                     | 02,4 Jahre         |
| Airbus A330-300  | 14     | 0        | | 236 (8/45/—/183)                                    | 14,9 Jahre         |
| Airbus A340-300  | 04     | 0        | werden durch A350-900 ersetzt | 223 (8/42/21/144)                                   | 21,8 Jahre         |
| Airbus A350-900  | 0      | 10       | Ersetzen die A340-313, tragen zukünftig die Kennzeichen «HB-IFA bis HB-IFE» Diese Kennzeichen wurden auch schon bei Swissair DC-9-15 verwendet. Einflottung ab September 2025. | 242 (3/45/38/156)                                   | 0                  |
| Boeing 777-300ER | 12     | 0        | Erstauslieferung am 29. Januar 2016 | 320 (8/62/24/226)                                   | 08,3 Jahre         |
| Gesamt           | 94     | 18       | |                                                     | 11,7 Jahre         |

Wet-Lease
Neben der eigenen Flotte sind Flugzeuge anderer Fluggesellschaften im Wet-Lease für Swiss im Einsatz. Flugzeuge und das fliegende Personal werden dabei von der Partnerfluggesellschaft gestellt. Mit Stand Dezember 2019 waren zehn Embraer 190 von Helvetic Airways im Einsatz, die auf weniger ausgelasteten Flügen und Strecken der Swiss innerhalb Europas flogen.
Bis April 2018 waren unter anderem auch Flugzeuge der Swiss Global Air Lines im Einsatz, die nach deren Auflösung in die Flotte der Swiss übertragen wurden. Zusätzlich wurde bis Oktober 2019 die Strecke von Zürich nach Lugano von Adria Airways bedient, die nach der Auflösung der Fluggesellschaft eingestellt wurde.
Im Zuge der herstellerbedingten Wartungsprobleme bei den Triebwerken von Pratt & Whitney für die A220 und damit verbundenen geringeren Verfügbarkeit der Flugzeuge wurden nach dem Wiedererstarken der Nachfrage nach der COVID-19-Pandemie ab Winterflugplan 2022/23 Flugzeuge A220 von Air Baltic im Wet-Lease eingesetzt. Da auch die Flugzeuge vom Typ A320neo zusätzliche Triebwerkswartungen benötigten, waren auch im Jahr 2023 nicht nur Air Baltic-Flugzeuge für die Swiss unterwegs, sondern im Winterflugplan 2023/24 auch acht Maschinen von Helvetic.

### Aktuelle Sonderbemalungen
| Flugzeugtyp     | Luftfahrzeugkennzeichen | Bemalung        | Zeitraum                                                                    | Bild |
| --------------- | ----------------------- | --------------- | --------------------------------------------------------------------------- | ---- |
| Airbus A320-200 | HB-IJM HB-IJN HB-IJO    | „Star Alliance“ | HB-IJM: seit Dezember 2014 HB-IJN: seit Februar 2015 HB-IJO: seit März 2015 |      |

### Ehemalige Sonderbemalungen
| Flugzeugtyp      | Luftfahrzeugkennzeichen | Bemalung                            | Zeitraum                        | Bild |
| ---------------- | ----------------------- | ----------------------------------- | ------------------------------- | ---- |
| Airbus A220-300  | HB-JCA                  | „Swiss Romandy - Fichtre“           | Juni 2017 bis November 2018     |      |
| Airbus A220-300  | HB-JCA                  | „Fête des Vignerons 2019 - Fichtre“ | Januar bis November 2019        |      |
| Airbus A320-200  | HB-IJM                  | „Hopp Schwiiz“                      | Dezember 2007 bis Dezember 2009 |      |
| Airbus A330-200  | HB-IQR                  | „Star Alliance“                     | August 2008 bis Juni 2009       |      |
| Airbus A340-300  | HB-JMJ                  | „San Francisco“                     | Mai 2010 bis August 2011        |      |
| Boeing 777-300ER | HB-JNA                  | „Faces of Swiss“                    | Januar 2016 bis Februar 2017    |      |

### Änderungen der Flotte
Mitte November sowie Anfang Dezember 2006 wurden insgesamt zwei Airbus A330-200 (in Zweiklassenkonfiguration) der Lufthansa in die Swiss-Flotte übertragen und ersetzten einen kurzzeitig angemieteten Airbus A300. Für den Mittelstreckenverkehr war seit Mitte Dezember 2006 eine zusätzliche A320 im Dienst, im Frühjahr 2007 folgten zwei ältere A321 von Turkish Airlines sowie zwei A320. Zum Sommerflugplan 2008 wurden drei A340-300 von Air Canada und Austrian Airlines integriert. Drei weitere A340-300 wurden 2008 von Air Canada übernommen und ersetzten die beiden A330-200 mit Zweiklassenkonfiguration.
Der Mutterkonzern Lufthansa bestellte am 19. September 2007 als Ersatz für die kleineren Maschinen vom Typ A330-200 neun neue Airbus A330-300, die ab 2009 ausgeliefert wurden. Zusätzlich wurden vier A320 beschafft (Leasing), wovon zwei bereits im Sommer 2008 in Betrieb genommen wurden sowie je einer 2011 und 2012.
Am 14. Dezember 2008 gab Lufthansa bekannt, zwei Airbus A330-300 aus einer eigenen Bestellung an Swiss zu übergeben. Dadurch stieg die Zahl der bestellten A330-300 der Swiss von neun auf elf.
Mit der Übernahme der Edelweiss Air durch die Swiss wurden drei Flugzeuge vom Typ A320 ins Eigentum der Swiss übertragen und langfristig an Edelweiss verleast.
Am 22. September 2010 bestellte die Lufthansa für Swiss fünf Airbus A330-300, zwei A321 und zwei A320. Der erste A330-300 wurde am 11. Januar 2012 übergeben, bis 2014 folgten die restlichen vier.
Am 14. März 2013 bestellte Swiss sechs Boeing 777-300ER, um sechs ältere Airbus A340 auf Strecken nach Nord- und Südamerika sowie nach Südostasien und auf saisonalen Strecken zu ersetzen. Im März 2015 wurde die Bestellung um weitere drei Boeing 777 auf insgesamt neun aufgestockt. Ende Oktober 2016 wurde die Bestellung ein weiteres Mal geändert, so dass zusätzlich zu den bereits bestellten (und ausgelieferten), eine weitere Boeing 777 dazukam, die Flotte also insgesamt zehn Einheiten umfasste. Damit verblieben fünf A340 in der Flotte.
Im Mai 2018 wurde die Bestellung von zwei weiteren Boeing 777-300ER bekanntgegeben. Diese beiden letzten, Ende 2019 ausgelieferten Exemplare komplettierten die nun aus insgesamt 12 Flugzeugen bestehende Teilflotte.
Die letzte von insgesamt 20 seit 2002 eingesetzten Avro RJ100 wurde am 22. August 2017 nach Prestwick ausgeflogen, nachdem sie am 14. August ihren letzten kommerziellen Linienflug durchgeführt hatte. Die RJ100 waren seit Ende 2016 durch neuere A220-100 und A220-300 ersetzt worden. Nach dem Abschluss dieser Flottenerneuerung beschaffte die Swiss neue Airbus A320Neo/A321Neo. Ende September 2018 wurden zehn Optionen in Bestellungen umgewandelt.

### Zuvor eingesetzte Flugzeuge
| Flugzeugtyp             | Anzahl | Dauer     |
| ----------------------- | ------ | --------- |
| McDonnell Douglas MD-83 | 12     | 2002–2003 |
| McDonnell Douglas MD-11 | 11     | 2002–2004 |
| Saab 2000               | 18     | 2002–2005 |
| Embraer-ERJ-145         | 11     | 2005–2006 |
| Avro RJ85               | 4      | 2005–2007 |
| Avro RJ100              | 20     | 2002–2017 |
| Airbus A330-223         | 18     | 2002–2011 |
| Airbus A319-100         | 8      | 2002–2020 |

Airbus A330-223
Vom A330-223 waren über die gesamte Einsatzdauer insgesamt 18 Exemplare im Bestand der Swiss. Mit der Übertragung der Swissair-Flotte zur Swiss per 31. März 2002 gelangten 16 Exemplare dieses Typs zur Swiss, wobei nur 13 gemäss dem Gründungsprojekt «Phönix+» für den Flugbetrieb genutzt wurden. Die überzähligen drei wurden im Herbst 2002 an Lufthansa verkauft.
Aufgrund der finanziellen Lage wurde die Flotte Ende 2003 verkleinert, wobei vier A330 veräussert wurden. Der A330-Bestand blieb darauf bei neun Exemplaren, bis im vierten Quartal 2006 zwei Maschinen von Lufthansa übernommen wurden.
Der Ersatz der A330-223 durch die etwas grössere und modernere A330-343 wurde 2007 beschlossen. Mit der Ablieferung des neuen Flugzeugmusters ab April 2009 wurde Mitte 2009 mit der Ausmusterung der A330-223 begonnen. Die letzten vier Exemplare wurden Mitte 2011 ausgemustert. Zwei Maschinen wurden an Air Berlin verkauft, und zwei weitere kamen als Dry-Lease beim Schwesterunternehmen Brussels Airlines zum Einsatz, bevor sie im Oktober 2011 respektive März 2012 an dieses verkauft wurden.

## Service
Der Service gliedert sich bei der Swiss in bis zu vier Beförderungsklassen: Auf der Kurz- und Mittelstrecke ist die Kabine in Economy Class und Business Class unterteilt. Die Economy- und Business-Class-Plätze sind hierbei durch einen Vorhang voneinander getrennt und unterscheiden sich dadurch, dass der Mittelplatz einer Dreierreihe oder der Nachbarplatz einer Zweierreihe freigehalten wird. Swiss ist die einzige Airline, welche auf sämtlichen Langstreckenflügen eine First Class anbietet. In den Airbus A340 und den Boeing 777 ist seit 2023 zudem eine Premium Economy verbaut. Sowohl Sitze der Business Class als auch der First Class lassen sich zu einem Bett verstellen.
Kunden der Business-Class und Vielflieger mit Frequent Traveller Status von Miles & More haben an verschiedenen Flughäfen Zugang zu den Business Lounges von Swiss, Lufthansa und anderen Miles-&-More-Partnern.
Kunden der First Class sowie Vielflieger mit dem HON-Status von Miles & More haben an verschiedenen Flughäfen Zugang zu den First-Class-Lounges. Schon im Jahr 2017 stand die kostenlose Verpflegung auf Kurz- und Mittelstrecken in der Economy Class für die Swiss zur Disposition, laut Mitteilung im November 2020 war damit ab Frühjahr 2021 Schluss.

### Vielfliegerprogramm
Das ehemalige Swiss-Vielfliegerprogramm «Swiss Travel Club» (früher Qualiflyer von Swissair) wurde am 1. April 2006 ins Miles-&-More-Programm der Lufthansa überführt, dem sich auch Austrian anschloss.
Vertragliche Änderungen ergaben sich für Mitglieder der höchsten Klasse («Swiss Circle»). Ursprünglich waren zur Aufnahme 200'000 Meilen notwendig, davon 150'000 im ersten Jahr der Mitgliedschaft (Aufnahme erfolgte nur auf Empfehlung des Swiss-Management). Im Lufthansa-Vielfliegerprogramm sind für die vergleichbare Klasse hingegen 600'000 Meilen in zwei Jahren notwendig.

### Lounges
Swiss betreibt an den Flughäfen von Zürich und Genf neben den Business-Class- und Senator-Lounges auch eine First-Class-Lounge. In Zürich gibt es zusätzlich eine Arrival-Lounge, die ankommenden Fluggästen zur Verfügung steht. Zugang zu den First-Class-Lounges haben Fluggäste der SWISS First, First Class Lufthansa sowie HON-Circle-Mitglieder des Miles-&-More-Programms. Zu den Senator-Lounges haben zusätzlich Passagiere mit dem Status Miles & More Senator oder Star Alliance Gold Zutritt. Die Business-Class-Lounges dürfen von Passagieren der Business Class von Swiss, Lufthansa und Star-Alliance-Partnern sowie von Passagieren mit dem Status Frequent Traveller Miles & More genutzt werden.
Darüber hinaus betreibt Swiss eigene Lounges am Flughafen Chicago sowie am Moskauer Flughafen Domodedovo.

## Swiss WorldCargo

Das Logo von Swiss WorldCargo (bis 2023)

Swiss WorldCargo ist die Cargo-Division der Swiss. Sie wurde am 1. April 2002 gebildet und hat ihren Hauptsitz im Hauptgebäude der Swiss am Flughafen Zürich.
Als Anbieter von Airport-to-Airport-Luftfrachtdienstleistungen ist sie auf den Transport hochwertiger Güter und betreuungsintensiver Fracht spezialisiert. Das Streckennetz der Swiss WorldCargo umfasst mehr als 150 Flugziele in über 80 Ländern, ein Grossteil davon in Europa. Das Netzwerk wird durch LKW-Verbindungen ergänzt.
2010 betrug der Cargo-Anteil am Umsatzerlös der Swiss rund 11,5 Prozent, was bei einem Konzernumsatz von 5,267 Milliarden Schweizer Franken rund 600 Millionen Franken entspricht. Der volumenmässige Frachtladefaktor (interkontinental) war 78 Prozent.
Swiss besitzt keine reinen Frachtflugzeuge. Jedoch hat man bei grösseren Frachtaufkommen in der Vergangenheit Boeing-747-Frachtflugzeuge der Evergreen International Airlines auf Flügen nach New York gechartert.

## Tochtergesellschaften
Die folgenden Unternehmen sind Teil der Swiss Group:
- Swiss WorldCargo[87]
- Lufthansa Aviation Training Switzerland (LAT CH)[88][89]

frühere
- Crossair Europe (bis 2005)
- Swiss PrivateAviation AG (bis 2010)
- Swiss AviationTraining AG
- Swiss Global Air Lines (bis 2018): Zwecks Vereinheitlichung der Pilotenarbeitsverträge wurde Ende 2017 entschieden, die Swiss Global Air Lines aufzulösen, die hauptsächlich im Wet-Lease Flüge für die Swiss durchgeführt hatte.[64]
- Swiss AviationSoftware AG (bis 2022)

## Zwischenfälle
- Am 10. Juli 2002 mussten die Piloten einer Saab 2000 (Luftfahrzeugkennzeichen HB-IZY) auf dem Flug von Basel nach Hamburg wegen Schlechtwetterverhältnissen auf den Flughafen Berlin-Tegel ausweichen. Wegen Treibstoffmangel bat die Crew um Vorrang, entschloss sich jedoch zur Landung auf dem teilweise stillgelegten Flugplatz Werneuchen. Nach dem Aufsetzen überrollte das Flugzeug einen 70 cm hohen Erdwall, wodurch alle drei Fahrwerksbeine abbrachen. Die Maschine kam auf dem Rumpf liegend mit einem brennenden Triebwerk zum Stehen; es entstand Totalschaden.[90] Die Markierungen, welche anfliegenden Piloten die um 900 Meter verlegte Pistenschwelle hätten anzeigen sollen, waren laut Untersuchungsbericht bis «zur optischen Bedeutungslosigkeit erodiert» (siehe auch Swiss-Flug LX 850).[91][92]

- Am 23. Dezember 2024 musste ein Airbus A220-300 (HB-JCD) auf dem Flug von Bukarest nach Zürich aufgrund von Rauchentwicklung im Flugzeug auf dem Flughafen Graz notgelandet werden. Zehn Passagiere wurden ärztlich behandelt und zwei Besatzungsmitglieder in ein Krankenhäus eingeliefert, wo ein Flugbegleiter eine Woche später verstarb.[93][94][95] Dies war der erste tödliche Zwischenfall in Verbindung mit einem Airbus A220 (siehe auch Swiss-Flug 1885).

## Kritik
Die Sendung Kassensturz des Schweizer Radios und Fernsehens (SRF) kritisierte unter anderem in der Sendung vom 2. März 2017 die sogenannte No-show-Regel der Fluggesellschaft. Die bei vielen Gesellschaften übliche Regel besagt, dass Passagiere, die ein Segment einer Flugreise nicht antreten, ihr Recht auf die darauf folgenden Flugsegmente verlieren können. Gemäss mehreren Schweizer Rechtsprofessoren ist diese Regel rechtswidrig. Von der Klausel ausgenommen sind Passagiere mit Wohnsitz in Österreich, geschützt durch ein höchstrichterliches Verbot der No-show-Regel in Österreich. Die Stiftung für Konsumentenschutz arbeitete 2017 an einer aussergerichtlichen Einigung mit der Fluggesellschaft.

## Fussnoten
1. 1 2  Designators for Aircraft Operating Agencies, Aeronautical Authorities and Services. ICAO Doc 8585. 197. Auflage. International Civil Aviation Organization, 2021, ISBN 978-92-9265-522-8, ISSN 1014-0123.
2. ↑  Eintrag der «Swiss International Air Lines AG» im Handelsregister des Kantons Zürich, abgerufen am 2. Juni 2025
3. ↑  Unternehmensprofil. Website der Swiss, abgerufen am 23. März 2024.
4. 1 2 3   In: swiss.newsmarket.com. Abgerufen am 10. April 2025.
5. ↑  Über uns. Swiss, abgerufen am 2. Mai 2017 (Unternehmensprofil).
6. ↑  Publikation der Namensänderung (PDF; 29 kB) im Schweizerischen Handelsamtsblatt vom 4. Juli 2002.
7. ↑  Swiss kehrt ihrer Geburtsstadt den Rücken. In: aerotelegraph.com 1. Juni 2015.
8. ↑  Letzter Swiss-Flug in Basel abgehoben. In: Neue Zürcher Zeitung. 31. Mai 2015.
9. ↑  Die Swiss erstmals mit Gewinn. In: Neue Zürcher Zeitung online. 8. März 2007.
10. ↑  Lufthansa schließt Swiss-Übernahme ab (Memento vom 14. April 2012 im Internet Archive). In: Handelsblatt. 21. Juli 2007.
11. ↑  Squeeze-Out Verfahren erfolgreich abgeschlossen. Website der Swiss, 20. Januar 2006 (Medienmitteilung).
12. ↑  SWISS übernimmt Servair und führt die Firma unter der Marke «Swiss Private Aviation» weiter (Memento vom 4. August 2008 im Internet Archive). Website der Swiss, 18. Juli 2008 (Medienmitteilung).
13. ↑  Jahresabschluss 2012. (Memento vom 17. Juni 2013 im Internet Archive) Website der Swiss (Medienmitteilung; PDF; 175 kB).
14. ↑  Swiss hat die Werbung zur Hecksache erklärt. In: Werbewoche. 20. Oktober 2011, abgerufen am 8. September 2020.
15. ↑  Lucienne-Camille Vaudan, Simon Eppenberger: Widerstand gegen das Ende des Swiss-Würfels. In: Tages-Anzeiger. 20. August 2011.
16. ↑  Swiss muss Basel-Mulhouse aufgeben – Lufthansa-Airline Eurowings übernimmt. In: Neue Zürcher Zeitung. 9. Juli 2014, abgerufen am 9. Juli 2014.
17. ↑  André Blattmann. Website der Swiss, abgerufen am 6. Januar 2021.
18. ↑  Swiss stellt nach Restrukturierung Verwaltungsrat neu auf, Hotelrevue, 24. Mai 2024
19. ↑  Swiss will nächste Woche nur noch fünf Flugzeuge betreiben. In: Sky News. 19. März 2020.
20. ↑  Soll der Staat der Swiss helfen? Und falls ja: Wie soll das geschehen? In: Neue Zürcher Zeitung. 24. März 2020.
21. ↑  Schweizer Luftbrücke. In: Cockpit. 23. März 2020.
22. ↑  Swiss: Rückholaktion und Frachtflüge mit Passagierflugzeugen. In: Sky News. 24. März 2020.
23. ↑  Swiss nutzt Passagierflugzeuge für den Transport von medizinischem Schutzmaterial. In: Luzerner Zeitung. 6. April 2020.
24. ↑  Grösste Rückholaktion in der Schweizer Geschichte. In: Swissinfo. 9. April 2020.
25. ↑  Benjamin Weinmann: Volles Cockpit, leere Kabine: Trotz Corona finden nach wie vor Passagierflüge statt – aber wieso eigentlich? In: Luzerner Zeitung. 16. Mai 2020.
26. ↑  Swiss stutzt Flugplan im zweiten Quartal. In: Handelszeitung. 25. Februar 2021, abgerufen am 25. Februar 2021.
27. ↑  Edith Hollenstein, Angelika Gruber: Konsequenzen für fliegendes Personal – Swiss droht Impfunwilligen mit der Kündigung. In: bazonline.ch. 27. September 2021, abgerufen am 27. September 2021.
28. ↑  Zürcher Gericht weist Klagen von ungeimpften Swiss-Angestellten ab, FM1.
29. ↑  Ungeimpfte klagen, weil sie von Swiss die Kündigung erhielten (Memento vom 14. April 2024 im Internet Archive), Zürcher Unterländer, 9. April 2024
30. ↑  Verhandlungen geplatzt. Swiss kündigt Gesamtarbeitsvertrag mit den Piloten. In: SRF News. 6. Februar 2021, abgerufen am 6. Februar 2021.
31. ↑  SWISS plant Restrukturierung aufgrund struktureller Marktveränderung. Website der Swiss, 6. Mai 2021, abgerufen am 9. Mai 2021 (Medienmitteilung).
32. ↑  Reaktionen aus der Politik auf Swiss-Entlassungen. In: Blick.ch. 7. Mai 2021, abgerufen am 9. Mai 2021.
33. ↑  Monira Djurdjevic: Einigung geplatzt: Piloten lehnen den GAV ab – Swiss «bedauert» den Entscheid. In: 20 Minuten. 31. Juli 2022, abgerufen am 31. Juli 2022.
34. ↑  Luftfahrt. Swiss-Piloten lehnen Gesamtarbeitsvertrag ab. In: SRF News. 31. Juli 2022, abgerufen am 31. Juli 2022.
35. ↑  Streitpunkt Lohn. Swiss-Piloten-Verband erklärt GAV-Aus. In: SRF News. 2. August 2022, abgerufen am 2. August 2022.
36. ↑  Arbeitskampf beigelegt. Swiss-Piloten nehmen neuen GAV mit grosser Mehrheit an. In: SRF News. 13. Januar 2023, abgerufen am 13. Januar 2023.
37. ↑  Luftfahrt. Erneut Verlust: Swiss leidet weiter unter Coronakrise. In: SRF News. 5. August 2021, abgerufen am 5. August 2021.
38. ↑  SWISS mit CHF 398 Mio. Verlust im ersten Halbjahr. Website der Swiss, 5. August 2021, abgerufen am 31. Juli 2022.
39. ↑  Nachfrageboom nach Pandemie. Swiss fliegt wieder in die Gewinnzone. In: SRF News. 3. März 2023, abgerufen am 3. März 2023.
40. ↑  Swiss holt 2023 die restlichen Airbus A320 und A330 aus Jordanien zurück. In: aerotelegraph.com. 16. Januar 2023, abgerufen am 16. Januar 2023.
41. ↑  Swiss fliegt wieder alle A320-Oldies, Skynews, 30. Dezember 2023
42. ↑  Die Swiss fliegt den höchsten Gewinn in ihrer Firmengeschichte ein – auch dank höheren Ticketpreisen. NZZ, 7. März 2024
43. 1 2  Swiss fliegt Rekordgewinn ein, Tages-Anzeiger, 3. November 2023, S. 7
44. ↑  Tagesgespräch. Swiss-Chef pocht auf Umsetzung der Klimaziele. In: Rendez-vous am Mittag. 28. Juni 2023.
45. ↑  Shark. Swiss mit neuartiger AeroSHARK-Technologie. In: Cockpit. 14. Oktober 2022.
46. ↑  Airline will Umweltziele vorantreiben: Swiss führt bei Inlandflügen «grünen» Tarif ein. In: Tages-Anzeiger. 7. September 2023, abgerufen am 10. November 2023.
47. ↑  Tobias Hackhe: Swiss macht Strecke zwischen Zürich und Genf ausschließlich mit CO₂-Kompensation buchbar. In: reisetopia.de. 27. September 2023, abgerufen am 10. November 2023.
48. ↑  Trotz Kritik - Swiss will weiter zwischen Zürich und Genf fliegen. In: srf.ch. 31. März 2024, abgerufen am 31. März 2024.
49. ↑  Jan Bolliger: Fliegen Schweiz: Swiss erwartet 2025 teurere Ticket-Preise. In: tagesanzeiger.ch. 16. Dezember 2024, abgerufen am 16. Dezember 2024.
50. ↑  Swiss Flüge und Zielorte. FlightConnections, 4. Januar 2024, abgerufen am 4. Januar 2024.
51. ↑  Codeshare-Partner. Website der Swiss, abgerufen am 29. März 2023.
52. ↑  Swiss Fleet Details and History. In: planespotters.net. 9. August 2025, abgerufen am 9. August 2025 (englisch).
53. ↑  Airbus: Orders and Deliveries. In: airbus.com. 31. März 2025, abgerufen am 21. April 2025 (englisch).
54. ↑  Stefan Eiselin: Swiss bekommt ab 2027 fünf weitere Airbus A350. In: aeroTELEGRAPH. 5. Dezember 2024, abgerufen am 6. Dezember 2024 (Schweizer Hochdeutsch).
55. ↑  Swiss-Sitzpläne. Website der Swiss, abgerufen am 8. April 2025.
56. ↑  Swiss holt ihre erste CS100 nach Zürich. In: aero.de. 30. Juni 2016, abgerufen am 30. Juni 2016.
57. ↑  Bombardier CSeries. Erster CS100-Linienflug bei Swiss. Archiviert vom Original am 16. August 2016; abgerufen am 15. März 2024.
58. 1 2 3  A320. In: Aero International. Nr. 4, 2020, S. 14.
59. ↑  Letzter Swiss-Airbus kehrt aus der Wüste zurück. In: 20 Minuten. 19. Dezember 2023, abgerufen am 19. Dezember 2023.
60. ↑  Round Table mit dem neuen Swiss-Chef Jens Fehlinger, abgerufen am 26. Februar 2025
61. ↑  SWISS to enlarge Premium Economy cabin for its Airbus A350s. Website der Swiss, 11. September 2023, abgerufen am 11. September 2023 (englisch, Medienmitteilung).
62. ↑  Swiss. In: ch-aviation. Abgerufen am 2. Mai 2018.
63. ↑  Swiss-Flotte. In: issuu.com. Abgerufen am 17. Dezember 2019.
64. 1 2  Swiss lässt Swiss Global Airlines sterben. In: aerotelegraph.com. Abgerufen am 5. April 2018.
65. ↑  Insolvenz: Adria Airways hebt nicht mehr ab. In: aerotelegraph.com. Abgerufen am 7. November 2019.
66. ↑  Swiss schafft 550 neue Arbeitsplätze (Memento vom 7. Februar 2009 im Internet Archive). In: NZZ Online. 13. November 2006.
67. ↑  SWISS investiert weit über eine Milliarde Schweizer Franken in Flottenerneuerung (Memento vom 3. November 2007 im Internet Archive). Website der Swiss, 20. September 2007 (Medienmitteilung).
68. ↑  Swiss will receive two additional A330-300s (Memento vom 24. Januar 2009 im Internet Archive). In: ch-aviation. 14. Dezember 2008.
69. ↑  Aufsichtsrat stimmt Bestellung von 48 Flugzeugen für den Konzern zu. Lufthansa IR-Finanznachrichten, 22. September 2010.
70. ↑  Swiss mit starkem dritten Quartal. Website der Swiss, 28. Oktober 2010 (Medienmitteilung; PDF; 45 kB).
71. ↑  SWISS stockt Boeing 777 Käufe auf. In: bazonline.ch. Abgerufen am 30. März 2018.
72. ↑  SWISS bestellt eine weitere Boeing 777. In: Aargauer Zeitung. Abgerufen am 30. März 2018.
73. ↑  Lufthansa Taufnamen – Start. Abgerufen am 3. Oktober 2017.
74. ↑   Curtain falls on Swiss Avro operations after 27 years. In: Flightglobal.com. 15. August 2017 (flightglobal.com [abgerufen am 3. Oktober 2017]).
75. ↑  Swiss bestellt für eine Milliarde neue Flugzeuge. In: Neue Zürcher Zeitung. 29. September 2018, S. 30.
76. ↑  Swiss: Das Geschäft mit dem Luxus boomt. In: travelnews.ch. 19. Juni 2023, abgerufen am 28. Juni 2023.
77. ↑  Reiseklassen. Website der Swiss, 2023, abgerufen am 28. Juni 2023.
78. ↑  SWISS Business – Die preisgekrönte Business Klasse. Website der Swiss.com, archiviert vom Original am 10. Dezember 2016; abgerufen am 9. Dezember 2016.
79. ↑  Swiss will Passagiere für Essen zur Kasse bitten, Tages-Anzeiger, 6. Mai 2017
80. ↑  Konrad Staehelin: Auf dem Weg zur Billigairline – Swiss-Kunden ab Zürich müssen neu für Drinks und Snacks bezahlen. In: Tages-Anzeiger. 17. November 2020, abgerufen am 17. November 2020.
81. ↑  Lounges – Machen Sie das beste aus Ihrer Wartezeit. Website der Swiss, archiviert vom Original am 10. Dezember 2016; abgerufen am 9. Dezember 2016.
82. ↑  Lounges – Machen Sie das beste aus Ihrer Wartezeit. Website der Swiss, archiviert vom Original am 10. Dezember 2016; abgerufen am 9. Dezember 2016.
83. ↑  Moskau-Domodedovo Russische Föderation – Star Alliance. Star Alliance, abgerufen am 9. Dezember 2016.
84. ↑  Fakten und Zahlen (Memento vom 5. April 2012 im Internet Archive). Swiss WorldCargo, abgerufen am 12. August 2011
85. ↑  Fracht-Charter nach New York. Swiss WorldCargo, 12. August 2013
86. ↑  About us | Allow us to introduce ourselves. In: swiss.com. Abgerufen am 16. April 2018 (englisch).
87. ↑  Unsere Geschichte – Swiss WorldCargo. Abgerufen am 16. April 2018.
88. ↑  About us | Allow us to introduce ourselves. In: swiss.com. Abgerufen am 16. April 2018 (englisch).
89. ↑  Swiss AviationTraining | Training centre. In: swiss.com. Abgerufen am 16. April 2018 (englisch).
90. ↑  Flugunfalldaten und -bericht Saab 2000 HB-IZY  im Aviation Safety Network (englisch), abgerufen am 23. März 2017.
91. ↑  Untersuchungsbericht AX002-0/02 vom Oktober 2010. (PDF; 3,65 MB) Bundesstelle für Flugunfalluntersuchung, 3. November 2010, abgerufen am 24. Mai 2014.
92. ↑  Timo Nowack: Als ein Flugzeug von Swiss in Brandenburg verunglückte. In: aerotelegraph.com. 17. Juli 2022.
93. ↑  Unfallbericht A220-300 HB-JCD, Aviation Safety Network WikiBase (englisch), abgerufen am 31. Dezember 2024.
94. ↑  Stefan Eiselin: Flugbegleiter von Swiss im Krankenhaus in Graz verstorben. In: aeroTELEGRAPH. 30. Dezember 2024, abgerufen am 30. Dezember 2024 (Schweizer Hochdeutsch).
95. ↑  Stefan Eiselin: Swiss untersucht nach Zwischenfall in Graz auch Schutzausrüstung. In: aeroTELEGRAPH. 31. Dezember 2024, abgerufen am 31. Dezember 2024 (Schweizer Hochdeutsch).
96. ↑  Swiss-Ticket bezahlt und am Gate stehen gelassen. In: Tages-Anzeiger. 29. März 2017, abgerufen am 18. April 2017.
97. ↑  Philippe Odermatt: Fiese Ticket-Bestimmungen: Swiss lässt Kunden stehen. In: Kassensturz. 29. März 2017, abgerufen am 18. April 2017.